# Wacky Races – Autorennen Total
Wacky Races – Autorennen Total (engl. Wacky Races, dt. etwa „Verrückte Rennen“) ist eine US-amerikanische Zeichentrickserie aus den Hanna-Barbera-Studios und wurde in der Zeit von 1968 bis 1969 auf dem Fernsehsender CBS als Teil der Saturday morning cartoons ausgestrahlt.

## Inhalt
Wacky Races erzählt die Geschichte von elf verschiedenen Autos bzw. Autofahrern, welche sich ein Rennen auf den unterschiedlichsten Rennstrecken liefern, um am Ende den Titel des World’s Wackiest Racer (dt. „Der verrückteste Rennfahrer der Welt“) zu erhalten.
Hauptfigur der Serie ist der stereotype Bösewicht Dick Heimtücke (Dick Dastardly) und sein Sidekick Promenaden-Pluto der Hund (Muttley). Dastardly lässt keine Chance aus, die anderen Rennfahrer von der Strecke zu befördern.

## Die Rennfahrer und ihre Nummern
- Nummer 00: The Mean Machine, gefahren von Dick Dastardly & Muttley: Die Bösewichte der Serie in einem Raketen-betriebenen Auto, ausgestattet mit diversen Waffen.
- Nummer 1: The Bouldermobile, gefahren von The Slag Brothers (Rock Slag & Gravel Slag): Zwei Höhlenmenschen in einem mit Rädern besetzten Felsbrocken, den sie mit ihren Knüppeln während des Rennens noch ummodelierten.
- Nummer 2: The Creepy Coupe, gefahren von The Gruesome Twosome (Big Gruesome & Little Gruesome): Die zwei Monster fahren ein Auto mit einem Glockenturm, in dem ein Drache sowie einige Gespenster hausen. Mit Hilfe der Drachenflügel ist es ihnen möglich, über kurze Distanzen zu fliegen.
- Nummer 3: The Convert-a-Car, gefahren von Professor Pat Pending: Ein verrückter Professor in einem Auto, welches sich in alles verwandeln kann, was sich fortbewegen kann.
- Nummer 4: The Crimson Haybailer, gefahren von Red Max: Ein deutsches Fliegerass aus dem Ersten Weltkrieg in seiner fahrenden Kombination Auto und Flugzeug, mit der es ihm möglich ist, über Hindernisse zu springen. Zudem hat das Auto ein Maschinengewehr montiert.
- Nummer 5 The Compact Pussycat, gefahren von Penelope Pitstop: Die Frau mit dem pinken Auto kann diverse Utensilien abwerfen, um ihre Gegner aus dem Rennen zu wuchten, wie zum Beispiel Shampoo oder Glitzerstaub.
- Nummer 6: The Army Surplus Special, gefahren von Sergeant Blast & Private Meekly: Zwei Soldaten in einem Panzer, dessen Geschütz sie auch zu ihrem Vorteil einsetzen.
- Nummer 7: The Bulletproof Bomb (auch The Roaring Twenty), gefahren von The Ant Hill Mob: Ein Wagen aus den 1920ern, gefahren von zwei Gangstern. Das Auto wurde später im Ableger The Perils Of Penelope Pitstop umbenannt in Chugga-Boom.
- Nummer 8: The Arkansas Chuggabug, gefahren von Luke & Blubber Bär: Zwei einfältige Landeier in ihrem mit Kohle betriebenen Holzauto.
- Nummer 9: The Turbo Terrific, gefahren von Peter Perfect: Ein in Penelope Pitstop verliebter Wichtigtuer mit einem Dragster, der oft in alle Teile zerfällt.
- Nummer 10: The Buzz Wagon, gefahren von Rufus Ruffcut & Sawtooth: Ein Holzfäller und ein Biber in einem Auto mit Kreissägen statt Räder, um so durch alles hindurchzufahren/-sägen.

## Produktion und Veröffentlichung
Die Serie wurde 1968 in den Hanna-Barbera-Studios produziert, Regie führten Joseph Barbera und William Hanna. Die Musik stammt von Hoyt Curtin. Es wurden 17 Episoden produziert, wobei jede Episode zwei Rennen beinhaltet, sodass insgesamt 34 verschiedene Rennen zu sehen sind.
Die Erstausstrahlung erfolgte vom 14. September 1968 bis zum 4. Januar 1969 bei CBS im Rahmen der Saturday morning cartoons. Die deutsche Erstausstrahlung erfolgte 1996 und 1997 bei ProSieben, es folgten Wiederholungen bei K-Toon, Junior und Boomerang. Die Serie wurde unter anderem auch ins Japanische, Niederländische, Portugiesische, Polnische, Französische, Russische und Spanische übersetzt. Ab 2001 erschien die Serie im Original und einigen Übersetzungen auf DVD. Bereits 1996 erschienen mehrere Folgen auf VHS.

## Synchronisation
| Charakter             | Englischer Sprecher | Deutscher Sprecher   |
| --------------------- | ------------------- | -------------------- |
| Dick Dastardly        | Paul Winchell       | Eberhard Prüter      |
| Muttley               | Don Messick         |                      |
| Lazy Luke             | John Stephenson     | Bernd Schramm        |
| Ring-A-Ding           | Don Messick         | Stefan Staudinger    |
| Big Gruesome          | Daws Butler         | Reinhard Scheunemann |
| Professor Pat Pending | Don Messick         | Georg Tryphon        |
| Rufus Rohling         | Daws Butler         | Tilo Schmitz         |
| Penelope Pitstop      | Janet Waldo         |                      |
| Erzähler              | Dave Willock        | Michael Pan          |

## Weitere Verwertungen und Neuverfilmung
Penelope Pitstop bekam 1969 eine eigene Zeichentrickserie namens The Perils Of Penelope Pitstop. Ebenfalls 1969 traten Dick Dastardly und Muttley wieder auf in Fliegende Männer in tollkühnen Kisten (im Original: Dastardly and Muttley in their Flying Machines). 1990 ging die Serie Monstergeschichten (im Original: Wake, Rattle & Roll) auf Sendung, in der die Figuren Dick Dastardly und Muttley, sowie deren Mean Machine auftreten. 2017 wurde eine Neuverfilmung der Serie unter dem gleichen Titel für die Onlineplattform und Sender Boomerang produziert. Die Serie umfasst 65 Episoden in 2 Staffeln.
In Großbritannien haben Fans der Serie die Fahrzeuge nachgebaut. Die Modelle sind seit den 2000er Jahren regelmäßig beim Goodwood Festival of Speed zu sehen.

## Computer- und Videospiel-Umsetzungen
- 1991 für das Nintendo Entertainment System (NES), Commodore Amiga und Atari ST
- 1992 für Amstrad CPC, Sinclair ZX Spectrum und C64
- 1994 für das Panasonic 3DO (nur in Japan, Titel: Chiki Chiki Machine Mou Race)
- 2000 für den Nintendo Game Boy Color, Sega Dreamcast, Sony PlayStation und PC
- 2001 für Sony PlayStation 2 (Titel: Fred Fiesling und Teufelszahn)
- 2007 eine weitere Umsetzung für Sony PlayStation 2 (Titel: Verrückte Maschinen)
- 2008 für Nintendo DS und Nintendo Wii (Titel: Crash & Dash)
- 2008 erschien außerdem ein Wacky Races Arcade-Automat des japanischen Herstellers Banpresto